# Episcia sphalera
Episcia sphalera är en tvåhjärtbladig växtart som beskrevs av Leeuwenb.. Episcia sphalera ingår i släktet Episcia och familjen Gesneriaceae. Inga underarter finns listade i Catalogue of Life.